# Récit initiatique
Le récit initiatique est un type de récit où l'on suit l'évolution d'un personnage et sa compréhension du monde ou de lui-même, alors que celui-ci se voit exposé à diverses épreuves ou expériences.
Ces récits se rencontrent le plus fréquemment dans les contes mais aussi dans les romans (avec le roman d'apprentissage), dans les films, voire dans les mangas et les poèmes.

## Canevas
L'une des grandes caractéristiques du récit initiatique est le passage d'un personnage à travers un certain nombre d'épreuves et d'obstacles qui se déroulent sur un temps assez long, dont il doit triompher et dont il sort « grandi ». 

## Littérature

### Conte initiatique
Un conte initiatique est un conte dans lequel le personnage, au départ ignorant voire naïf, apprend des choses et fait ses preuves tout au long de l'histoire.
Un excellent exemple de conte initiatique est Le Vaillant Petit Tailleur des frères Grimm.
En littérature Perceval ou Le Conte du Graal de Chrétien de Troyes reprend ces éléments.

### Roman d'apprentissage
Le roman d'apprentissage, roman de formation ou roman initiatique est un genre littéraire romanesque né en Allemagne au XVIIIe siècle sous le nom de Bildungsroman. Ce terme est dû au philologue allemand Johann Carl Simon Morgenstern qui voyait dans le Bildungsroman « l'essence du roman par opposition au récit épique ».
Un roman d'apprentissage a pour thème le cheminement évolutif d'un héros, souvent jeune, jusqu'à ce qu'il atteigne l'idéal de l'homme accompli et cultivé. Le héros découvre en général un domaine particulier dans lequel il fait ses armes. En réalité, c'est une conception de la vie en elle-même qu'il se forge progressivement. En effet, derrière l'apprentissage d'un domaine, le jeune héros découvre les grands événements de l'existence (la mort, l'amour, la haine, l'altérité, pour prendre quelques exemples). Ainsi, dans L'Éducation sentimentale (Flaubert, 1869), le jeune Frédéric connaît les premiers émois de l'amour : et réfléchissant sur les sentiments qu'il porte pour Mme Arnoux, Frédéric se construit une idée de l'existence. Le roman d'apprentissage est un roman qui décrit la maturation du héros. Il part naïf, crédule et traverse des obstacles ou épreuves, afin de mûrir et d'en tirer une leçon. Un exemple burlesque de cette approche est Zazie dans le métro, de Raymond Queneau, où Zazie, une jeune berrichonne, est impatiente de découvrir le métro parisien.
Un exemple magistral vient aussi du grand écrivain Romain Rolland, prix Nobel de littérature, avec son magnifique  roman fleuve Jean-Christophe, inspiré de la vie du compositeur Beethoven.

### Poésie
La Prose du Transsibérien et de la petite Jehanne de France de Blaise Cendrars est un exemple.

## Films
Le septième art présente souvent des récits initiatiques. Le thème est notamment présent dans de nombreux teen movies.
Le récit s'étend parfois sur plusieurs épisodes comme dans Star Wars ou La Fée Clochette.

## Manga
Les récits initiatiques se retrouvent aussi dans les mangas, notamment dans les shōnen mangas. On y retrouve en effet le héros souvent naïf ou inexpérimenté, qui au fil de l'histoire et d'épreuves, va mûrir et devenir adulte. Il s'entoure ainsi d'amis qui vont l'aider dans la quête qu'il cherchera à atteindre durant le reste de ses aventures.
Ainsi, dans One Piece de Eiichiro Oda, le héros (Luffy) veut devenir le roi des pirates. Dans Fruits Basket de Natsuki Takaya, l’héroïne Tohru Honda est au lycée, se questionne sur son avenir et devient peu à peu une adulte. Dans Naruto de Masashi Kishimoto, le héros éponyme veut devenir Hokage, etc.
Ce canevas est très présent dans de nombreux autres mangas, et illustre ainsi les préoccupations de leurs lecteurs, jeunes adolescents en phase de devenir adultes. Ils évoluent parfois au même rythme que leurs héros : Son Goku, dans Dragon Ball de Akira Toriyama, grandit au fil des publications. Les mangas de sport ou de jeu sont aussi caractéristiques de cette trame : le héros est inexpérimenté dans un sport (ou jeu) ou bien non reconnu, et devient doué et reconnu après des matchs et autres épreuves. Par exemple, c'est le cas dans Hikaru no go de Takeshi Obata et Yumi Hotta, ou encore Captain Tsubasa de Yôichi Takahashi[réf. souhaitée].

## Le récit qui initie
Les récits initiatiques, pris dans un autre sens, peuvent être des récits qui opèrent des initiations, qui forment « un ensemble de rites et d'enseignements oraux qui a pour but la modification radicale du statut religieux et social de la personne initiée »,.
Dans un tel type de récit initiatique, non seulement il y a une transformation de celui qui écoute et qui est le sujet du processus d'initiation, mais il y a une transformation du monde autour de lui aussi. Les événements de cette transformation du monde forment la dynamique de la trajectoire de l'écoutant. Il participe à un processus d'individuation. Pour cette raison le récit initiatique ne propose pas de personnage central pleinement constitué, mais seulement un être en cours de personnification. Il est comme le personnage des jeux vidéo, qui n'a pas besoin d'être parfaitement dessiné, mais est souvent une simple silhouette qui parcourt l'écran.
Ces initiations sont notamment symbolisées par les rites de passage établis par un certain nombre de sociétés anciennes, et abondamment étudiés par Arnold van Gennep. Le rite de passage possède une dimension symbolique et met souvent en scène un passeur (Merlin, et par exemple Gandalf dans la littérature) mais le héros peut jouer lui-même le rôle du passeur. Le récit initiatique peut également être mis en relation avec l'alchimie, qui met en scène la transformation de soi à travers la parabole de la purification des métaux.